# Charles Fourier
François Marie Charles Fourier (7 tháng 4 năm 1772 – 10 tháng 10 năm 1837) là một nhà tư tưởng chủ nghĩa xã hội không tưởng và nhà ủng hộ chủ nghĩa nữ giới nổi tiếng của Pháp nửa đầu thế kỷ XIX.
Các quan điểm của Fourier là nguồn cảm hứng của những người thành lập một số làng tại Hoa Kỳ theo chủ nghĩa không tưởng, bao gồm Utopia, Ohio; La Réunion (gần Dallas, Texas ngày nay); North American Phalanx tại Red Bank, New Jersey; Trại Brook tại Tây Roxbury, Massachusetts (được Nathaniel Hawthorne cùng thành lập); và Community Place và Sodus Bay Phalanx ở Tiểu bang New York.

## Tiểu sử
Fourier sinh ngày 7 tháng 4 năm 1772 tại Besançon, Pháp. Ông là con út và cũng là con trai độc nhất của một gia đình buôn bán vải. Cha mất từ năm Fourier mới chín tuổi. Cuộc sống của ông bị đảo lộn và sớm nối nghiệp cha trong nghề buôn bán. Ông từng lăn lộn với công việc này ở nhiều nơi trên đất Pháp. Mười năm cuối đời ông sống và làm việc tại Paris rồi qua đời tại đó.
Mặc dù sớm phải tự lập kiếm sống, Fourier vẫn được học hết tiểu học và được mẹ, vốn là dòng dõi quý tộc chỉ bảo, kèm cặp. Sau đó, ông tự học và bắt tay vào việc nghiên cứu những vấn đề về kinh tế, chính trị, xã hội, văn hóa, lịch sử.

## Tác phẩm
- Fourier, Charles. Théorie des quatre mouvements et des destinées générales (Lý luận về bốn thứ vận động và những vận mệnh phổ biến), được xuất bản khuyết danh tại Lyon năm 1808.
- Fourier, Charles. Oeuvres complètes de Charles Fourier. 12 tập. Paris: Anthropos, 1966–1968.
- Jones, Gareth Stedman, và Ian Patterson, chủ biên. Fourier: The Theory of the Four Movements. Cambridge Texts in the History of Political Thought. Cambridge: Cambridge UP, 1996.
- Fourier, Charles. Design for Utopia: Selected Writings. Studies in the Libertarian and Utopian Tradition. New York: Schocken, 1971. ISBN 0-8052-0303-6
- Poster, Mark, chủ biên. Harmonian Man: Selected Writings of Charles Fourier. Garden City: Doubleday. 1971.
- Beecher, Jonathan và Richard Bienvenu, chủ biên. The Utopian Vision of Charles Fourier: Selected Texts on Work, Love, and Passionate Attraction. Boston: Beacon Press, 1971.

### Về Fourier và các tác phẩm
- Beecher, Jonathan (1986). Charles Fourier: the visionary and his world. Berkeley: University of California Press. ISBN 0-520-05600-0.
- Burleigh, Michael (2005). Earthly powers: the clash of religion and politics in Europe from the French Revolution to the Great War. New York: HarperCollins Publishers. ISBN 0-06-058093-3.
- Calvino, Italo (1986). The Uses of Literature. San Diego: Harcourt Brace & Company. ISBN 0-15-693250-4. pp. 213–255
- Goldstein, L (1982)."Early Feminist Themes in French Utopian Socialism: The St.-Simonians and Fourier", Journal of the History of Ideas, vol.43, No. 1.
- Hawthorne, Nathaniel (1899). The Blythedale Romance. London: Service and Paton. tr. 59
- Serenyi, P (1967)."Le Corbusier, Fourier, and the Monastery of Ema", The Art Bulletin, vol.49, No. 4.
- Pellarin, C (1846). The Life of Charles Fourier, New York, 1846.Google Books Retrieved ngày 25 tháng 11 năm 2007
- Cunliffe, J (2001)."The Enigmatic Legacy of Charles Fourier: Joseph Charlier and Basic Income", History of Political Economy, vol.33, No. 3.
- Denslow, V (1880). Modern Thinkers Principally Upon Social Science: What They Think, and Why, Chicago, 1880.Google Books Retrieved ngày 27 tháng 11 năm 2007

### Về chủ nghĩa và ảnh hưởng của Fourier sau khi qua đời
- Barthes, Roland Sade Fourier Loyola. Paris: Seuil, 1971.
- Brock, William H. Phalanx on a Hill: Responses to Fourierism in the Transcendentalist Circle Lưu trữ ngày 8 tháng 7 năm 2006 tại Wayback Machine. Diss., Loyola U Chicago, 1996.
- Buber, Martin (1996). Paths in Utopia. Syracuse, N.Y.: Syracuse University Press. ISBN 0-8156-0421-1.
- Davis, Philip G. (1998). Goddess unmasked: the rise of neopagan feminist spirituality. Dallas, Tex.: Spence Pub. ISBN 0-9653208-9-8.
- Desroche, Henri. La Société festive. Du fouriérisme écrit au fouriérismes pratiqués. Paris: Seuil, 1975.
- Engels, Frederick. Chống Dühring. 25:1-309. Marx, Karl, and Frederick Engels. Karl Marx, Frederick Engels: Collected Works [MECW]. 46 vols. to date. Moscow: Progress, 1975.
- Guarneri, Carl J. (1991). The utopian alternative: Fourierism in nineteenth-century America. Ithaca, N.Y.: Cornell University Press. ISBN 0-8014-2467-4.
- Heider, Ulrike (1994). Anarchism: left, right, and green. San Francisco: City Lights Books. ISBN 0-87286-289-5.
- Kolakowski, Leszek (1978). Main Currents of Marxism: The Founders. Oxford: Oxford University Press. ISBN 0198245475.